# 藤原祐
藤原祐（1978年—），大分縣出身，日本輕小說家，作品皆是在電擊文庫發表，而其作品的插畫除了合作作品與第四、五部小說《煉獄姬》、《@HOME》外，都由椋本夏夜負責。 
由於作品風格的灰暗及他在個人網頁上極度自虐的發言，因此使得他得到了『電擊的黑色太陽』這個稱號，和同為黑暗風格的作家是好友。
2002年以出道作參加第9回電撃小説大賞但未得獎，然而在2003年時修改了部分內容後，在電擊文庫發表，正式出道。
喜歡瑪莉蓮·曼森和湯姆·約克的音樂。

## 作品
- (常譯：狂人之月)系列（2003年9月-2005年4月）（全六集，未代理中文版）
- 『虛軸少女』系列（2005年9月-2007年12月）（全八集及兩本短篇集，台灣中文版由台灣角川代理出版（已完結））
- 『赤色／羅曼史』（2008年8月-2009年12月）（全六集，中文版由東立代理出版（已完結））
- 『煉獄姬』 （2010年8月-2013年1月） （全六集，中文版由台灣角川代理（已完結））
- 『@HOME』 （2010年11月-）（已發行三集，未代理中文版）
- 『Lost Witch Bride Magical』 （2013年9月-）（已發行兩集，未代理中文版）
- 『鮮血的ELF』 （2015年2月-）
- 『Final Fantasy XIV 』 （2017年6月）（全一冊，未代理中文版）

## 外部連結
- 埋没式フラクタル 藤原祐的個人公式網站（日語）
- 藤原祐的X（前Twitter）